# 心的外傷後ストレス障害
心的外傷後ストレス障害（しんてきがいしょうごストレスしょうがい、英語：Post-Traumatic Stress Disorder、PTSD）は、命の安全が脅かされるような出来事（戦争、天災、事故、犯罪、虐待など）によって強い精神的衝撃を受けることが原因で、著しい苦痛や、生活機能の障害をもたらしているストレス障害、及びそれらによるその後のショック状態のこと。
症状がまだ1か月を経っていないものは急性ストレス障害として区別する。
心的外傷（トラウマ）には事故・災害時の急性トラウマと、児童虐待など繰り返し加害される慢性のトラウマがある。しかし、基本的に心的外傷後ストレス障害（PTSD）は戦争帰還兵の研究から生まれた診断なので、児童虐待のトラウマに診断基準が対応していないという批判が強かった。そのため、疾病及び関連保健問題の国際統計分類（ICD）の第11版（2019年改訂）では慢性トラウマを分離し複雑性PTSDの概念を導入することとなった。
治療では、精神療法においては認知行動療法やEMDR、ストレス管理法などが有効である（「#治療」を参照）。成人の心的外傷後ストレス障害（PTSD）における薬物療法はSSRI系の抗うつ薬が有効であるが、中等度以上のうつ病が併存しているか、精神療法が成果を上げないあるいは利用できない場合の選択肢である。日本および国際的なガイドラインにおいて、ベンゾジアゼピン系の薬剤の効果は疑問視されている。

## 定義
精神医学的障害の一種である。
WHOによる国際疾病分類ICD-10においては、F4の神経症性障害に分類され、その中でもF43は「重度ストレス反応及び適応障害」に含まれ、PTSDにはF43.1が割り振られている。
心的外傷のいくつかの例は次のとおり。
- 戦争（戦闘経験）
- 重大な自動車事故、飛行機墜落事故、ボート事故
- 労働災害
- 自然災害
- 強盗
- 銃撃
- レイプ、近親相姦、児童虐待
- 人質取りと誘拐
- 政治的拷問
- 投獄
- 難民の地位

米国では、身体的暴行とレイプが女性の心的外傷後ストレス障害（PTSD）を引き起こすもっとも一般的なストレッサーであり、戦争（戦闘経験）が男性の心的外傷後ストレス障害（PTSD）を引き起こすもっとも一般的なストレッサーである。

## 症状
以下の3つの症状が、心的外傷後ストレス障害（PTSD）と診断するための基本的症状であり、これらの症状が、強い恐怖、無力感または戦慄を伴う出来事の後、1か月以上持続している場合である。1か月未満の場合は急性ストレス障害（ASD）である。一方、その出来事から6か月以内に発症していることも定義づけられている。
- 精神的不安定による不安、不眠などの過覚醒症状。
- トラウマの原因になった障害、関連する事物に対しての回避傾向。
- 事故・事件・犯罪の目撃体験等の一部や、全体に関わる追体験（フラッシュバック）。

患者が強い衝撃を受けると、精神機能はショック状態に陥り、パニックを起こす場合がある。そのため、その機能の一部を麻痺させることで一時的に現状に適応させようとする。ゆえに、事件前後の記憶の想起の回避・忘却する傾向、幸福感の喪失、感情鈍麻、物事に対する興味・関心の減退、建設的な未来像の喪失、身体性障害、身体運動性障害などが見られる。とくに被虐待児には感情の麻痺などの症状が多く見られる。
上記の症状はいずれも、1930年代にアメリカの精神科医ハリー・スタック・サリヴァンによって定式化された。次の症状が現れることがある。
- トラウマ的な出来事に関連する精神的なイメージ、考え、または動揺する夢を体験する。これらはいかなる意思の力によってもはねのけることができない。
- トラウマとなった出来事が今まさに起きているかのように感じる。
- 著しい不安と身体的苦痛（息切れ、めまい、動悸、発汗）。
- トラウマのすべてのリマインダー（思考、人、会話、活動）を避ける。
- トラウマについての重要な詳細を思い出せない。
- 自分自身や他人について著しく否定的な信念や期待を持っている。
- 容赦ない否定的な感情。
- かつては楽しんでいた活動への興味を失う。
- 他の人から離れている、または切り離されていると感じる。
- 感情が麻痺している（愛などの前向きな感情を体験できない）。
- 自分の人生が当初の予想よりも短くなると信じている。
- 常に危険を警戒し、びっくりしやすい。
- 神経が昂り興奮している（睡眠障害、イライラする、攻撃的、無謀または自己破壊的、集中できない）。

心的外傷後ストレス障害（PTSD）と診断されるためには、以下の2点をともに満たさなくてはならない。
1. これらの症状が1か月以上続いている。
2. 自宅、職場、または社会的状況で正常に機能する能力に深刻な影響を与えている[5]。

## 特徴と診断
診断の前提として、災害、戦闘体験、犯罪被害など強い恐怖感を伴う体験が存在することが必要である。主に以下のような症状の有無により、診断がなされる。
恐怖・無力感
自分や他人の身体の保全に迫る危険や事件その人が体験、目撃をし、その人の反応が強い恐怖、無力感または戦慄に関わるものである。
心的外傷関連の刺激の回避や麻痺
心的外傷体験の想起不能や、感情の萎縮、希望や関心がなくなる、外傷に関わる人物や特徴を避ける等に関わるものである。
反復的かつ侵入的、苦痛である想起
悪夢（子供の場合はっきりしない混乱が多い）やフラッシュバック、外傷を象徴するきっかけによる強い苦痛に関わるものである。
過度の覚醒
外傷体験以前になかった睡眠障害、怒りの爆発や混乱、集中困難、過度の警戒心や驚愕反応に関わるものである。
これらの症状が1か月以上持続し、社会的、精神的機能障害を起こしている状態を指す。症状が3か月未満であれば急性、3か月以上であれば慢性と診断する。大半のケースはストレス因子になる重大なショックを受けてから6か月以内に発症するが、6か月以上遅れて発症する「遅延型」も存在する。

### 記憶
現在から過去にさかのぼる「出来事」に対する記憶が、診断に重要である。しかしながら、
1. 重大な「出来事」が記憶される。
2. それほど重大でなかったが事後的に記憶が再構成される。
3. もともとなかった「出来事」が、あたかもあったかのように出来事の記憶となる。

このような3つの分類ができる点に留意する必要があろう。
なお、PTSDを発症した人の半数以上がうつ病、不安障害などを合併している。

## 病理学

### 原因部位
前帯状皮質が小さいと発症しやすいことを東北大学加齢医学研究所のグループが解明した。発症後、眼窩前頭皮質が萎縮することも判明。

### 依存症との関連
PTSDを持つ人はしばしばアルコール依存症や薬物依存症といった嗜癖行動を抱えるが、それらの状態は異常事態に対する心理的外傷の反応、もしくは無自覚なまま施していた自己治療的な試み（セルフメディケーション）であると考えられている。しかし、嗜癖行動を放置するわけにはいかないので、治療はたいがい、まずその嗜癖行動を止めることから始まる。

## 治療
心的外傷後ストレス障害（PTSD）に関するエビデンスは集約されつつあり、精神療法においては認知行動療法やEMDR、ストレス管理法などが有効である。成人のPTSDにおける薬物療法はSSRI系の抗うつ薬であるが、中等度以上のうつ病が併存しているか、精神療法が成果を上げないあるいは利用できない場合の選択肢である。
SSRIの種類としては、パロキセチン（パキシル）とセルトラリン（ジェイゾロフト）、フルオキセチン（プロザック、日本では未承認）などが選択肢とされる。
おそらく効果がないとされているものは、薬物療法においてはベンラファキシン（イフェクサー）であり、精神療法においてはデブリーフィングと指示的カウンセリングである。

### 心理療法
様々な技法に共通する、援助の基本方針は次の通りである。
- 心的外傷後ストレス障害（PTSD）を引き起こしたトラウマ体験は、非常に苦痛で過酷なものである。したがって、患者の気持ちや状態を決して否定せず、苦しみやつらさに対して共感的に接することが重要である（例：「本当につらい体験をされましたね、よくがんばってここまでいらっしゃいました」）。
- 患者は、PTSD症状を自らの弱さと考えていることが多い。したがって、PTSDは誰にでも起こりうる病態であることを説明する。
- 出来事の原因が自分にあると自らを責める患者には、「（加害者が悪いのであって）あなたは悪くないのですよ」などと伝え、自責感を軽減することも効果的なサポートとなる。
- 自分のどのような状態が、トラウマによる心の傷つきから来ているのかを知ることができるようサポートする。同時に、症状回復への見通しを示し、治療を通してトラウマが和らいで自分で自分の状態をコントロールすることができるようになるという希望を持てるよう支援する。このことは、自己肯定感や自己効力感が取り戻されるきっかけになりうる。
- 患者が必要な司法支援や生活支援、被害者支援等を受けられるよう、適切な支援機関（社会的資源）につなぎ、医療と福祉が共同で包括的支援を届けられる体制を整える。

#### 持続エクスポージャー療法
持続エクスポージャー療法は、トラウマに焦点を当てた認知行動療法であり、セラピストとの会話を通じて心的外傷に慣れていく心理療法で、国際的に推奨されている。しかし、一方で有効性に限界がある。また、技法に精通していなければストレス症状を強めるため注意が必要である。
持続エクスポージャー療法の構成要素には、現実エクスポージャーと想像エクスポージャーが含まれる。現実エクスポージャーは、トラウマ記憶が頻繁に思い出されトラウマに関連する物事・場所・状況などへの恐怖や回避がある場合に用いられる技法となっている。この技法を通して、治療者のサポートのもとそのような物事・場所・状況などへ段階的に直面していくことで、「再び同じ被害にあうことはない」「今まで回避してきた物事・場所・状況などが安全であった」という気づきを得て、トラウマへの恐怖感を和らげていく。
治療導入時には、丁寧な心理教育を通してトラウマ症状と治療原理の理解をサポートするとともに、患者とのラポール（信頼関係）の形成を行う。その際に、治療に参加した患者の勇気を認めるとともに、トラウマ体験について価値判断をせずに温かく受け止めることが大切である。また、不安時に用いることができる呼吸法についても教示しておくことが望ましい。全体を通して、患者がつらい経験を共有してくれていることを常に頭に置き、支持と共感を示すことが重要である。

#### 認知処理療法
認知処理療法（CPT）は、認知再構成を中心に構成される治療プログラムである。患者を行き詰まらせトラウマ体験からの回復を妨げているスタックポイント（自責感・恐怖感・絶望感など）を発見し、和らげたり修正したりすることが目標の一つである。これを通して、「自分は悪くなかった（自責感の軽減）」「今の状況は安全で安心できるものである（恐怖感の軽減）」「自分はだめな人間ではなくこれから様々な良い経験ができる（絶望感の軽減）」というような考えを形成できるようサポートしていく。

#### トラウマ・フォーカスト認知行動療法
トラウマ・フォーカスト認知行動療法（TF-CBT）は、子どものトラウマ治療に用いられるプログラムである。基本となる構成要素は、「PRACTICE」の頭文字で表される8つであり、心理教育とペアレンティングスキル（Psychoeducation and parenting skill）、リラクゼーション法（Relaxation）、感情表出と調整（Affective expression and modulation）、認知コーピング（Cognitive coping）、トラウマナラティブとプロセッシング（Trauma narrative and processing）、実生活内での段階的曝露（In vivo mastery of trauma reminders）、親子合同セッション（Conjoint child-parent sessions）、将来の安全と発達の強化（Enhancing future safety and development）から構成される。十分に有効性が実証されたプログラムであり、今後の普及・発展が望まれる。

##### トラウマナラティブとプロセッシング
トラウマ記憶が感覚運動的・身体的記憶（頭に残る鮮烈なイメージ）としてとどまってしまっており、叙述的記憶（言葉にできる通常の記憶）になっていないため、フラッシュバックが生じるとされる。この理論を基に、トラウマ記憶を叙述的記憶にできるよう、トラウマ記憶を言葉で表現するトラウマナラティブが行われることがある。トラウマナラティブとは、トラウマ体験時の状況や感情をありのままに話すことであり、話し手はどのような状況や感情を話してもよく、治療者や支援者がどのようなものも温かく受け止める。その後、トラウマナラティブで表出された認知（自分を責める考えなど）を、機能的な認知（自分を肯定する考えなど）へと修正していくことをサポートする、プロセッシングが行われる。このトラウマナラティブとプロセッシングも、有効な治療構成要素である。

#### EMDR
EMDR（眼球運動による脱感作および再処理法）は、睡眠における眼球が動くレム睡眠の際に、記憶が消去されていることに着目した技法である。

#### 心的外傷後ストレス障害（PTSD）の弁証法的行動療法
心的外傷後ストレス障害（PTSD）の弁証法的行動療法 (DBT-PTSD) とは、境界性パーソナリティ障害の治療法として開発された弁証法的行動療法 (DBT) を、PTSDの治療用に応用再設計したものであり、ランダム化比較試験によって有効性が示されている。

#### セルフヘルプ
認知行動療法は、認知のクセを修正することを目的とした心理療法である。読書を通じて、認知のクセを修正する手順を自助的に行うための書籍も販売されている。
また、認知行動療法のほうが効果的であるが、ストレス管理法は広く利用することのできる選択肢である。

#### 急性ストレス期のデブリーフィング
PTSDの予防法として心理的デブリーフィング（緊急事態ストレスマネジメント）が一時期提唱された。これは災害などの2〜3日後から1週間までに行われるグループ療法であり、2〜3時間かけて出来事を再構成したり、感情の発散、トラウマ反応の心理教育などがなされるものである。
しかし、日本トラウマティック・ストレス学会によれば、1990年代後半からデブリーフィングの有効性を疑問視する報告が相次ぎ、現在では苦痛の緩和やPTSDの予防とはならないため、強制的なデブリーフィングは止めるべきであるとされている。2003年の日本の厚生科学研究による『災害時地域精神保健医療活動ガイドライン』でも、災害直後に体験を聞き出すようなカウンセリングは古い考えに基づいていて有害であり、国際学会やアメリカ国立PTSDセンターのガイドラインでも非推奨とされているため、「行ってはならない」と記されている。

#### 対人関係療法
対人関係療法では、トラウマとなった出来事（過去）ではなく、トラウマに影響を受けている対人関係のあり方やそれに対する感情等（現在）に主な焦点を当て、心地よい対人関係を築いたりさまざまなソーシャルサポートを受けたりできるよう支援することなどを通して、トラウマからの解放をサポートする。対人関係療法における予備研究では、症状のスコアCAPSで50点以上の未治療の110人をランダム化して14週間の試験を実施し、CAPSスコアを30%以上改善させた患者の比率は、有意差はないが、対人関係療法では63%と持続エクスポージャー療法の47%よりも高い反応率を示し、曝露なく治療できる可能性を示した。

### 薬物療法
薬物療法のエビデンスは、非常に限定されたものである。
2013年の世界保健機関によるガイドラインは以下の通りである。心的外傷後ストレス障害（PTSD）に対しては、SSRIの投与は、トラウマに焦点を当てた認知行動療法やEMDRが失敗したときや、そうしたリソースを利用できない場合、あるいは、中等度以上のうつ病がみられる場合に考慮されるべきであり、最初の選択ではないとしている。また、児童や青年のPTSDにおいては抗うつ薬は使用されるべきではない。成人および児童に対する、急性外傷性ストレスに対して、ベンゾジアゼピンおよび抗うつ薬は投与してはいけないとしている。成人および児童に対して、ストレスの強い出来事のあった最初の1か月に、不眠症に対してベンゾジアゼピンは投与されるべきではない。
2012年のアメリカの不安障害協会の年次会議では、ベンゾジアゼピン系の抗不安薬の使用は、心的外傷後ストレス障害（PTSD）に対し視床下部-下垂体-副腎系（HPA）軸を抑制するためストレス症状を増大させ、また、恐怖反応はGABA作動性の扁桃体機能を介して消失されるが、このような学習や記憶を無効にするため心理療法の結果を否定的にすることが報告された。アメリカにおける戦争帰還兵におけるPTSDで、非定型抗精神病薬が推奨できないことが強調されている。
英国国立医療技術評価機構（NICE）の成人向けガイドラインでは、心理療法が推奨され、第一選択肢としてルーチン的に薬物療法は行ってはならないとしている。
日本のPTSDに関する2006年のガイドラインでは、SSRIが推奨され、ベンゾジアゼピン系の薬剤は推奨できないとされる。2008年の国際トラウマティック・ストレス学会のガイドラインでも、成人、児童ともに同様にベンゾジアゼピン系の薬物が有効であるという根拠は乏しい。

### 医療大麻
大麻では、PTSDによる不安やフラッシュバックの影響を弱め、PTSDの症状を減少させるという証拠は蓄積されてきている。大麻を用いた80人の研究では症状の尺度（CAPS）が75%以上減少した。合成カンナビノイドのナビロンを用いた小規模な試験では、悪夢の治療に用い、47人中34人（72%）が悪夢の頻度や強さを減少させ、28人（59%）で悪夢が完全に休止した。
大麻の有効性を評価するためのアメリカでの臨床試験は、2017年に第II相試験が進行している。

### MDMA
MDMAを追加した心理療法が治療結果をよくするという治験が得られている。
米国食品医薬品局（FDA）は、MDMAの臨床試験（第III相）を承認した。イギリスでも標準的な国民保健サービスの診療所にてこのような治療を提供できるようにと研究が進んでいる。カナダ、イスラエルでも臨床試験が行われている。
CAPSというPTSDの症状の評価尺度にて、79点台の症状は、MDMA支援心理療法53.7点の低下、心理療法のみでは20.5点の低下であった。さらに症状の改善は3.8年継続されている。これらのPTSDは平均19.5年の治療抵抗の期間を持ち、MDMA支援心理療法の治療から4年後に2人が再発したが、症状の改善は維持されていた。
2023年7月から、オーストラリアの保健省薬品・医薬品行政局（TGA）が、PTSDの治療にMDMAを処方できるように、世界で初めて医薬品として承認した。

## 研究の歴史
PTSDの研究には、大きく分けて3つの流れがある。「ヒステリー研究」「戦闘ストレス反応」「性的・家庭内暴力」の3つである。
日本では1995年の阪神・淡路大震災、地下鉄サリン事件などをきっかけに世間一般的に注目、認知されるようになり、メディアでも報道されるようになっていった。

### ヒステリー研究

#### シャルコーによる研究
第一の流れは、19世紀後半から始まったヒステリー研究、女性の心的外傷の原型である。19世紀後半、フランスの神経学者ジャン＝マルタン・シャルコーによってヒステリー研究がされる。シャルコーは患者の運動麻痺、感覚麻痺、痙攣、健忘に注目した。シャルコーはヒステリーを大神経症と呼び、患者を解説のために臨床講義で大衆の前に展示した。ヒステリー患者は、絶え間ない暴力やレイプを逃れてきた若い女性たちであった。シャルコー以前の時代にはヒステリー患者たちの訴えは疑われ、詐病とされていたが、この研究によって患者たちの訴えることは真正であり、客観的なものであるとの証明がなされ、新たな研究分野として確立されたのである。シャルコーは死後、「迫害されてきた人たちを解放したパトロン」と呼ばれる。

#### ジャネ・サリヴァンによる研究
症状に着目したシャルコーに対して、のちにこの分野の研究者は原因に着目した。中でもピエール・ジャネは患者との「対話」によって新しい発見者になろうとした。この「対話」という研究法は大きな成果をもたらし、それぞれ近い結論に辿り着いた。外傷的な出来事に関する、耐え難い情動反応が一種の変成意識をひきおこし、この変成意識がヒステリー症状を生んでいるという結論である。その後、アメリカではサリヴァンが特に過覚醒と回避症状の表れることを明らかにして、診断学上の基礎を作った。

#### ナラティブセラピーの発生
ヒステリーにおける身体症状は、強烈な心理的混乱を引き起こす事件が、不自然な形で記憶から追放（抑圧）されたために形を変えて現れたものだと分かった。1890年代半ばまでには、外傷記憶とそれに伴う強烈な感情を取り戻させ、言語化することによってヒステリー症状が軽快するという発見もされた。
フロイトによって除反応（Abreaktion）またはお話し療法、ブロイアーによってカタルシス療法と呼ばれたが、これが現在のナラティブセラピー（Narrative therapy）の原型であり、なおかつ精神分析療法の基礎ともなっている。

### 持続エクスポージャー療法
現代において有効性が確立されている持続エクスポージャー療法は、認知行動療法の一種である。安全な環境で、体験を認識しなおす手順を踏み、熟練されたカウンセラーによらなければ、ストレス反応が強めてしまう可能性がある。

### 戦闘ストレス反応
第二の流れは、砲弾神経症（シェルショックともいう）、戦闘ストレス反応である。この研究は、第一次世界大戦における塹壕戦の経験を踏まえ、戦後米国と英国から始まった。ベトナム戦争後には、その戦争自体への懐疑からのストレス症状が起きた。戦闘ストレス反応は、戦争において精神的に崩壊する兵士が驚くべき多数に上ったことから認知されはじめた。そして、アメリカでは戦争から帰還した兵士のPTSDの多さに、軍による治療ガイドラインなども作成されている。
友人たちの手足が一瞬にして吹きちぎれるのを見たり、捕虜になり閉じ込められるなどして孤立無援状態におかれたり、一瞬にして吹き飛ばされ殺されるという恐怖から気を緩める暇もないという状況が、驚くべき現象を生み出したのである。兵士たちはヒステリー患者と同じ行動をし始めた。身体的には金縛りで動けなくなる、震えが止まらないなどが現れ、精神的には金切り声ですすり泣く者や、逆に感情が麻痺し、無言、無反応になるなどが現れたり、健忘が激しくなる者もいた。
軍の伝統的な立場のものは、この現象を臆病者であるからだと結論し、処罰と脅迫による電気ショック治療を提唱した。進歩的なものは、これを士気の高い兵士にも起こりうるれっきとした精神障害であると人道的治療を進めた。その後の調査の過程で、これらの一部の状態に対してASDやPTSDという名称がつけられたのである。
近年認知され始めた例として無人航空機の操縦者にPTSDを発症する率が高いというものがある。無人機は機体そのものに人間が搭乗しないため撃墜されたり事故を起こしても操縦員に危険はなく、また衛星経由でアメリカから遠隔操作が可能であるため、操縦員は長い期間戦地に派遣されることもなく、任務を終えればそのまま自宅に帰ることも可能である。このような無人機の運用は操縦者が人間を殺傷したという実感を持ちにくいという意見があるが、「いつミサイルを発射してもおかしくない状況から、次には子どものサッカーの試合に行く」という平和な日常と戦場を行き来する、従来の軍事作戦では有り得ない生活を送ることや、敵を殺傷する瞬間をカラーTVカメラや赤外線カメラで鮮明に見ることが無人機の操縦員に大きな精神的ストレスを与えているという意見もある。国際政治学者のP・W・シンガーによると、無人機のパイロットは実際にイラクに展開している兵士よりも高い割合でPTSDを発症している。
2012～17年にPKO活動で南スーダンに6カ月間派遣された日本国の陸上自衛隊員（自衛隊南スーダン派遣）2962人（平均33・9歳、男性が98％）について、防衛医大の長峯正典教授（産業精神保健）らのチームは、派遣前と帰国後6～78カ月の健康調査のデータを分析した。PTSDの症状を国際的な尺度で評価したところ、3・95％の117人が帰国後にPTSDを発症した可能性が高いと出た。派遣前の健康調査との関連を調べると、睡眠障害が共通するリスク要因だとわかった。

### 性的・家庭内暴力
第三の流れは、ごく最近認知されてきた性的暴力と家庭内暴力、家庭外暴力の外傷である。19世紀後半のヒステリー研究は、性的暴力の研究でつまづいてしまった。当時は、家庭内に性的暴力が多く存在するといった概念がなかったため、フロイトがその研究を退けたのである。ただ、トラウマ理論に無理解であったのは当時の医学界全体の潮流で、責任をフロイト一人に帰することはできないという意見もある。実際、その後にオイゲン・ブロイラーが性的暴力の訴えという「幻覚」を主症状とする統合失調症の概念を提唱したのだが、こういった考え方が医学界では広く受け入れられ、心的現実として扱うとしたもののトラウマ理論を諦めきれなかった（最後の著作の『モーセと一神教』ですら性的虐待の話が載せられている）フロイトは異端とされてしまうことになる。

### 心的外傷後ストレス障害（PTSD）の疾病概念を批判的に再検討する流れ
『PTSDの医療人類学』は、その疾病概念がいかに構成され現実化してきたのかを批判的に問うている。
心的外傷後ストレス障害（PTSD）に関する多くの研究や発展は戦闘帰還兵を対象にしたものであった。もっとも頻度の多いPTSDは、戦争における極限状態が生み出す外傷より、市民生活の中での性的暴力や家庭内暴力であるといった認識がなかったのである。ヴァン・デル・コルクは「複合型トラウマ」（combined-type trauma）という概念を提示している。

## 疫学

2004年における障害調整生命年における10万人あたりのPTSDの割合
no data
< 43.5
43.5-45
45-46.5
46.5-48
48-49.5
49.5-51
51-52.5
52.5-54
54-55.5
55.5-57
57–58.5
> 58.5

犯罪の被害者や交通事故、自然災害の被災者などにも同様の診断が示されることとなり、PTSDの診断名は広く一般的に使用されるに至った。
日本では阪神・淡路大震災、地下鉄サリン事件、新潟少女監禁事件、JR福知山線脱線事故の時に広く病名が知られるようになった。
1997年から2007年の間にPTSDと定義する診断と基準が変化したにもかかわらず、疫学的割合は大きく変化していない。
国連の世界保健機関(WHO)は、各加盟国のPTSDの影響度を推定している。利用可能な最新のデータは2004年である。WHO加盟国の年齢標準化障害調整生命年（DALY）レートでランクづけされたもっとも人口の多い25の国のみを考慮すると、ランクづけされたリストの上位半分はアジア・太平洋諸国、米国、エジプトが占めている。男性のみ、または女性のみの割合で各国をランクづけすると同じ結果が得られるが、有意性は低いが性別ごとのランキングのスコア範囲が大幅に縮小される（全体のスコア範囲が14人に対して、女性は4人、男性は3人）ため、各国内の女性と男性の割合の差が、各国の差異を引き起こす要因であることを示唆している。
| 地域            | 国             | PTSD DALY 全体 | PTSD DALY 女性 | PTSD DALY 男性 |
| --------------- | -------------- | -------------- | -------------- | -------------- |
| アジア / 太平洋 | タイ           | 59             | 86             | 30             |
| アジア / 太平洋 | インドネシア   | 58             | 86             | 30             |
| アジア / 太平洋 | フィリピン     | 58             | 86             | 30             |
| アメリカ        | USA            | 58             | 86             | 30             |
| アジア / 太平洋 | バングラデシュ | 57             | 85             | 29             |
| アフリカ        | エジプト       | 56             | 83             | 30             |
| アジア / 太平洋 | インド         | 56             | 85             | 29             |
| アジア / 太平洋 | イラン         | 56             | 83             | 30             |
| アジア / 太平洋 | パキスタン     | 56             | 85             | 29             |
| アジア / 太平洋 | 日本           | 55             | 80             | 31             |
| アジア / 太平洋 | ミャンマー     | 55             | 81             | 30             |
| ヨーロッパ      | トルコ         | 55             | 81             | 30             |
| アジア / 太平洋 | ベトナム       | 55             | 80             | 30             |
| ヨーロッパ      | フランス       | 54             | 80             | 28             |
| ヨーロッパ      | ドイツ         | 54             | 80             | 28             |
| ヨーロッパ      | イタリア       | 54             | 80             | 28             |
| アジア / 太平洋 | ロシア         | 54             | 78             | 30             |
| ヨーロッパ      | イギリス       | 54             | 80             | 28             |
| アフリカ        | ナイジェリア   | 53             | 76             | 29             |
| アフリカ        | コンゴ         | 52             | 76             | 28             |
| アフリカ        | エチオピア     | 52             | 76             | 28             |
| アフリカ        | 南アフリカ     | 52             | 76             | 28             |
| アジア / 太平洋 | 中国           | 51             | 76             | 28             |
| アメリカ        | メキシコ       | 46             | 60             | 30             |
| アメリカ        | ブラジル       | 45             | 60             | 30             |